# تويوتا بريفيا
تويوتا بريفيا (بالإنجليزية: Toyota Previa)‏ أو تويوتا استيما (بالإنجليزية: Toyota Estima)‏ باليابان أو تويوتا تاراجو (بالإنجليزية: Toyota Tarago)‏ بأستراليا هي إحدى الطرازات المتعددة المهام أو الفان الصغيرة التي تنتجها شركة تويوتا للسيارات.
بدأ إنتاجها عام 1990م واختلفت سعة محركاتها وأنواعها على حسب السوق الموجهة إليه. تم استبدالها بعد الجيل الأول بطراز سيينا بأمريكا الشمالية. للسيارة أربعة أجيال وبدأ إنتاج الجيل الرابع عام 2012م. للسيارة جيلان من النسخة الهجينة ولكنها تباع باليابان وهونغ كونغ فقط.

## معرض صور

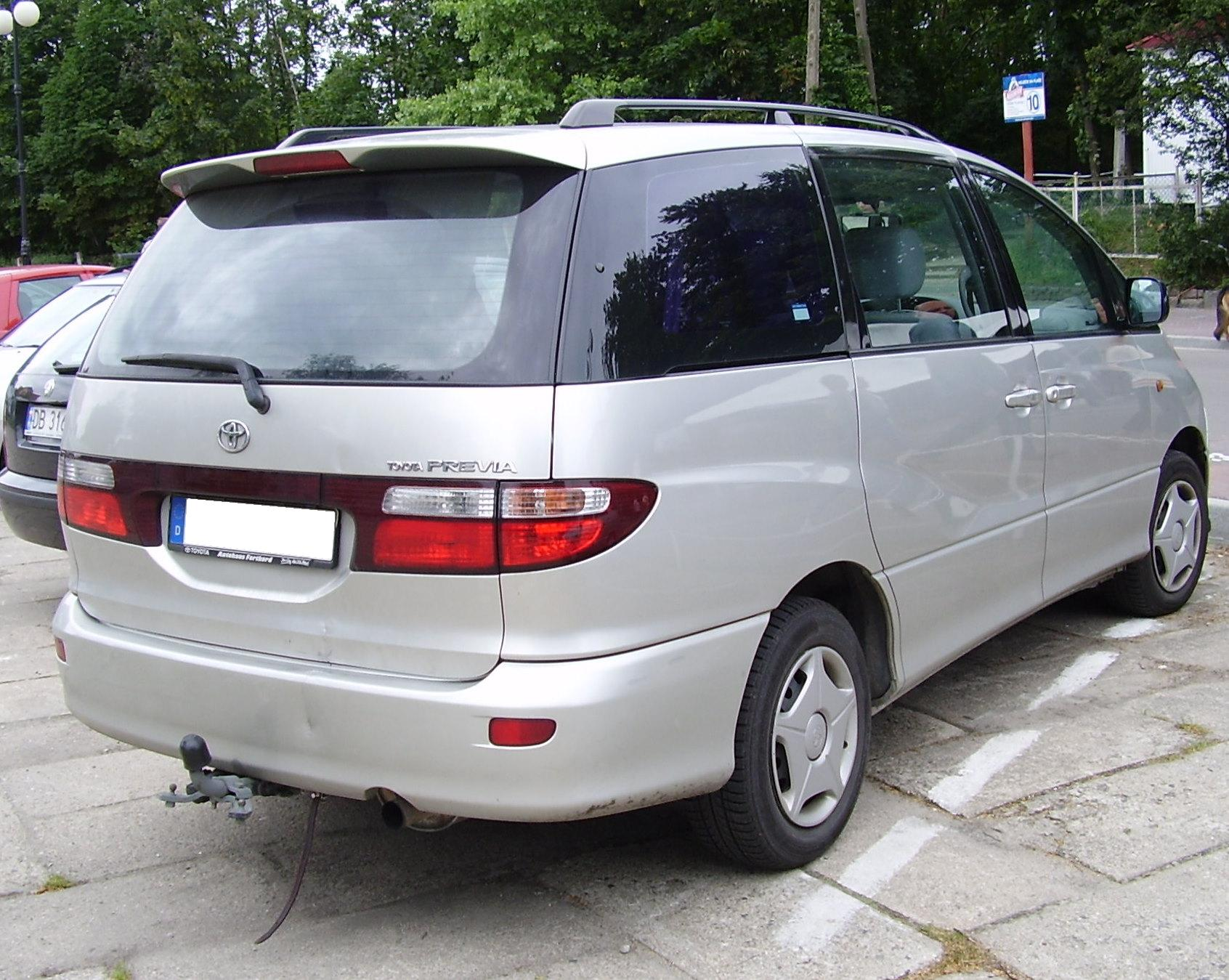
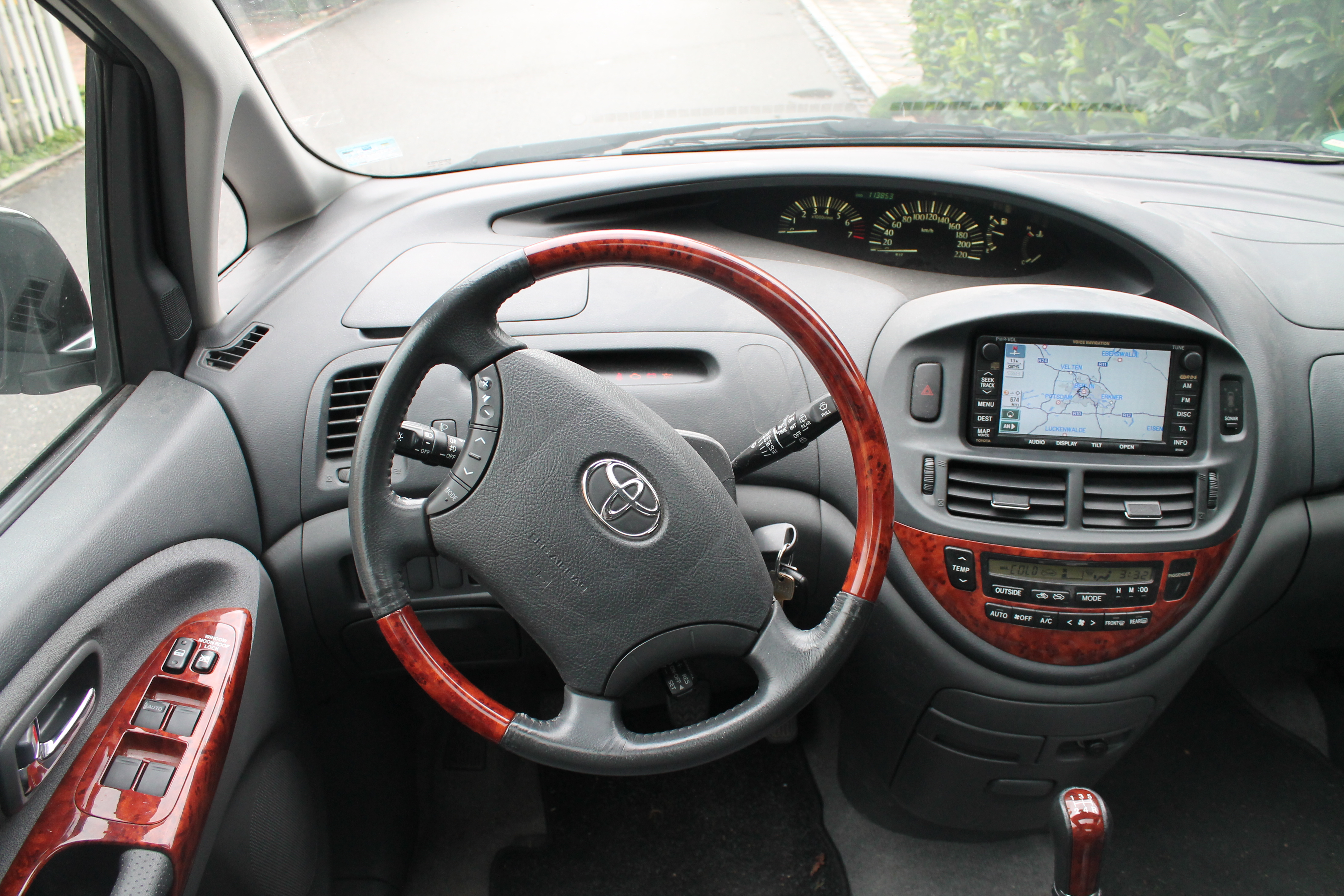
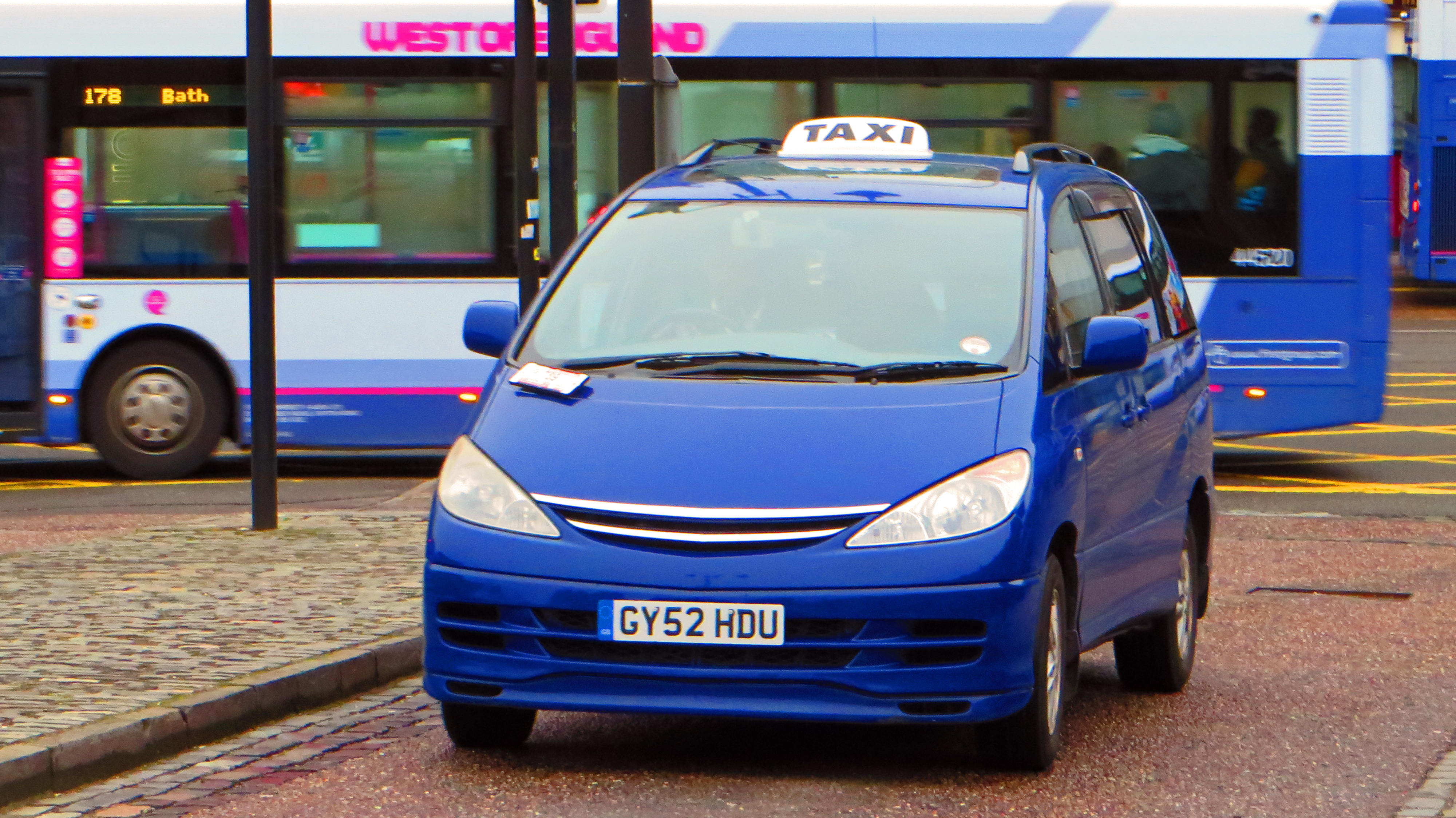